# الإمبراطورية البيزنطية تحت حكم السلالة النقفورية
بعد تنحية الإمبراطورة البيزنطية إيرين أثينا، انتقل عرش الإمبراطورية البيزنطية إلى سلالة قصيرة العمر نسبياً، السلالة النقفورية، سميت باسم مؤسسها، نقفور الأول. كانت الإمبراطورية في وضع أضعف وأخطر مما كانت عليه لفترة طويلة وكانت مواردها المالية مشكلة.